# Buš

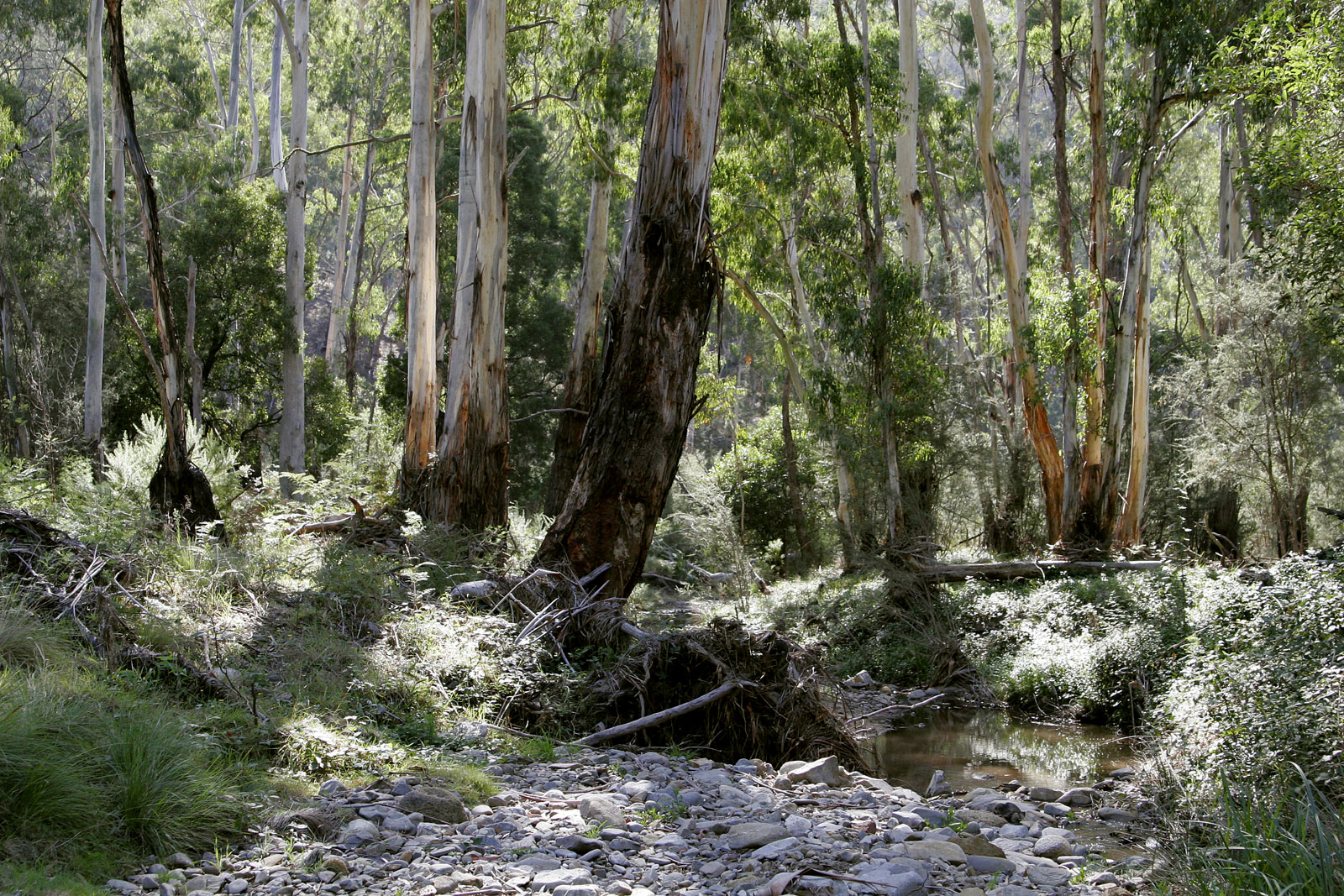
Australská buš

Buš (anglicky bush) je označení pro typ venkovské krajiny v Austrálii, Novém Zélandu, Kanadě a Aljašce. Typicky jde o krajinu porostlou suchomilnými keři a nízkými stromy.
Termín buš je spojován především s Austrálii, kde se používá v několika významech. Při popisu krajiny se slovo buš používá pro oblasti porostlé řídkým lesem nebo osamělými stromy a křovinami. Většinou není souvisle zatravněna, kvůli suché půdě chudé na dusík. V tomto smyslu byla buš specificky australským fenoménem, který se odlišoval od zelené evropské krajiny známé prvním přistěhovalcům. Slovo buš je také používané pro jakékoliv osídlené oblasti mimo hlavní metropolitní oblasti bez ohledu na převládající vegetaci.
Pro pěší turistiku se v Austrálii místo běžného anglického slova hiking používá termín bushwalking.

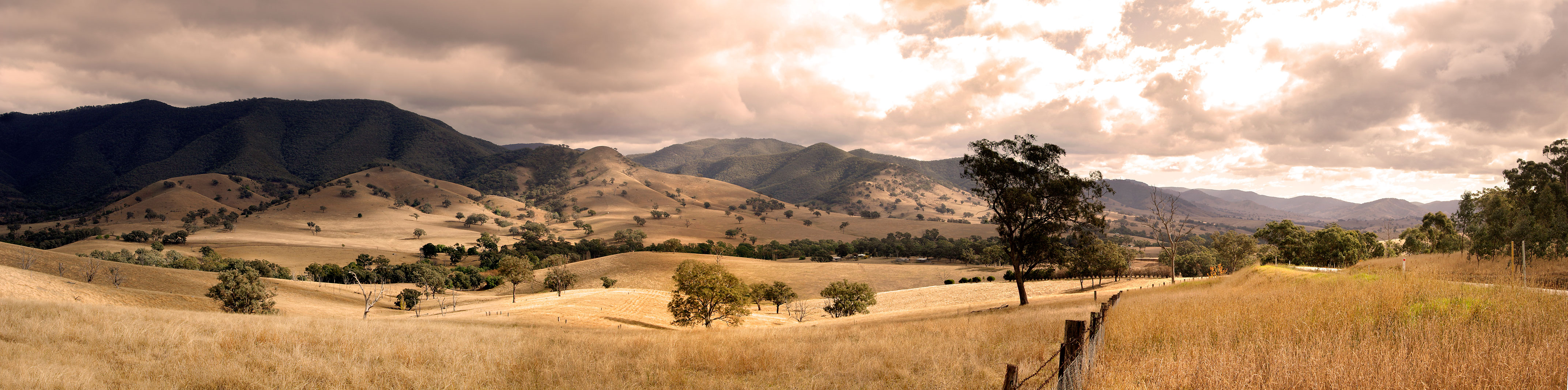
Panorama australské buše ve státě Victoria